# Latirus
Genre
Synonymes
- Lathyrus (sic)[2]
- Latyrus Carpenter, 1857[2]

Latirus est un genre de coquillages de la famille des Fasciolariidae.

## Liste des espèces
Selon World Register of Marine Species (30 novembre 2018) :
- Latirus abnormis Sowerby III, 1894
- Latirus acuminatus (Kiener, 1840)
- Latirus alboapicatus E. A. Smith, 1902
- Latirus amplustre (Dillwyn, 1817)
- Latirus andamanicus E. A. Smith, 1894
- Latirus anosyanus Bozzetti, 2018
- Latirus barclayi (Reeve, 1847)
- Latirus belcheri (Reeve, 1847)
- Latirus carpentariensis Hedley, 1912
- Latirus castaneus (Gray, 1839)
- Latirus constrictus (Koch, 1845)
- Latirus deynzerorum Emerson & Sage, 1990
- Latirus elachistus Lozouet, 1999 †
- Latirus elegans Adams, 1855
- Latirus fallax (Küster & Kobelt, 1874)
- Latirus filamentosus (Küster & Kobelt, 1874)
- Latirus filmerae (Sowerby III, 1900)
- Latirus gibbulus (Gmelin, 1791)
- Latirus granatus (Koch, 1845)
- Latirus hesterae Melvill, 1891
- Latirus lignosus (Gmelin, 1791)
- Latirus maculatus (Reeve, 1847)
- Latirus mannophorus (Melvill, 1891)
- Latirus marrowi Lyons & Snyder, 2015
- Latirus maxwelli (Pilsbry, 1939)
- Latirus meli Bozzetti, 2014
- Latirus metalleus Lozouet, 1999 †
- Latirus minutisquamosus (Reeve, 1848)
- Latirus modestus (Philippi, 1844)
- Latirus mollis (G. B. Sowerby III, 1913)
- Latirus nassoides (Reeve, 1847)
- Latirus niger Odhner, 1917
- Latirus ornatus Lyons & Snyder, 2015
- Latirus philberti (Récluz, 1844)
- Latirus philippinensis Snyder, 2003
- Latirus pictus (Reeve, 1847)
- Latirus polygonus (Gmelin, 1791)
- Latirus poppei Lyons & Snyder, 2015
- Latirus pseudoaturensis Lozouet, 1999 †
- Latirus pulleini Verco, 1895
- Latirus purpuroides (Lesson, 1842)
- Latirus rhodostoma (A. Adams, 1855)
- Latirus rousi G. B. Sowerby III, 1886
- Latirus rufus (Reeve, 1848)
- Latirus rugosissimus (Locard, 1897)
- Latirus singularis G. B. Sowerby III, 1903
- Latirus spinosus (Philippi, 1845)
- Latirus spirorbulus (Menke, 1829)
- Latirus stenomphalus Habe & Kosuge, 1966
- Latirus strangei (Adams, 1855)
- Latirus tenuistriatus (G. B. Sowerby II, 1880)
- Latirus tigroides Kilburn, 1975
- Latirus troscheli Löbbecke, 1882
- Latirus vexillulum (Reeve, 1842)
- Latirus vischii Bozzetti, 2008
- Latirus walkeri Melvill, 1894
- Latirus williamlyonsi Petuch & Sargent, 2011

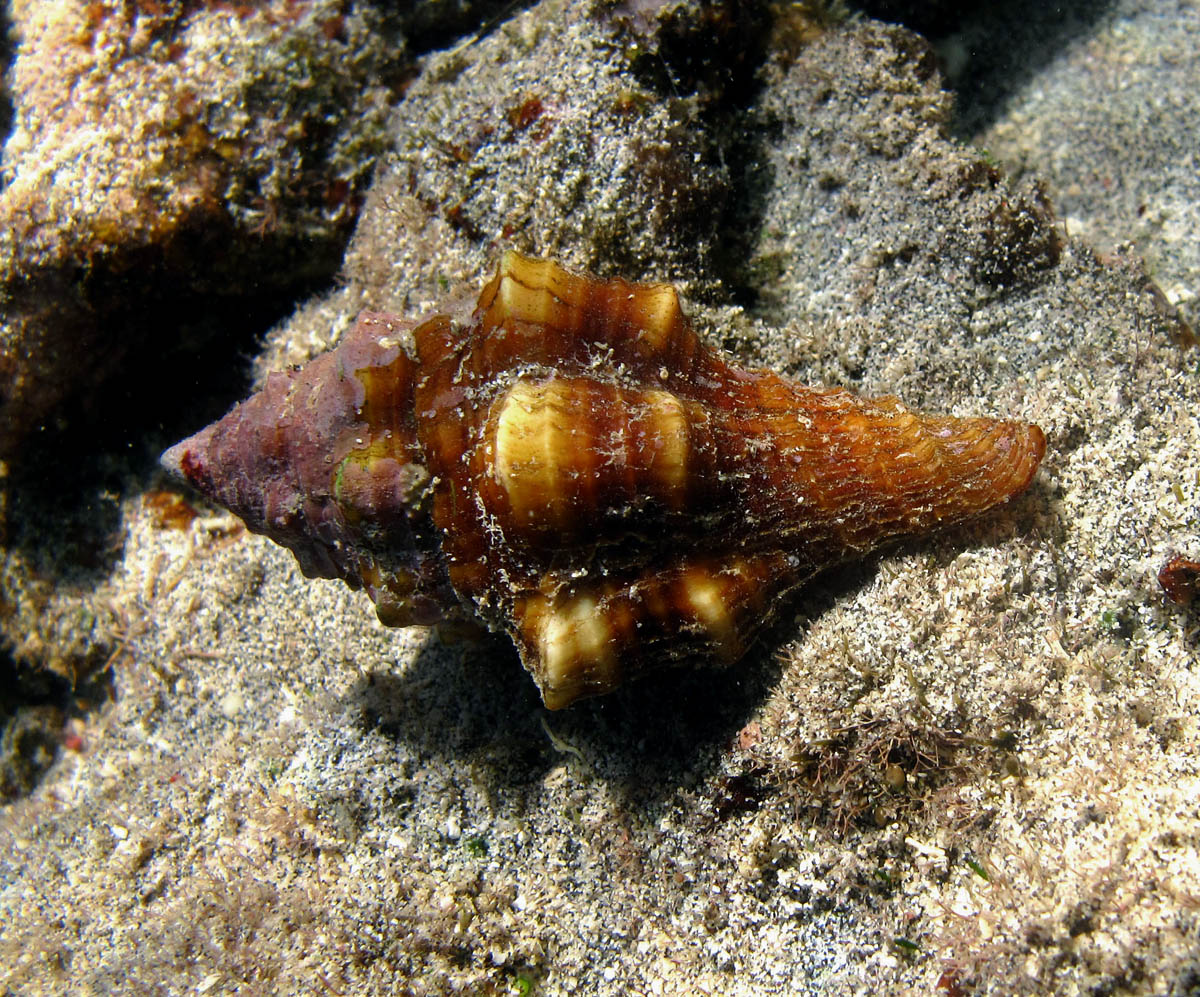
Latirus barclayi
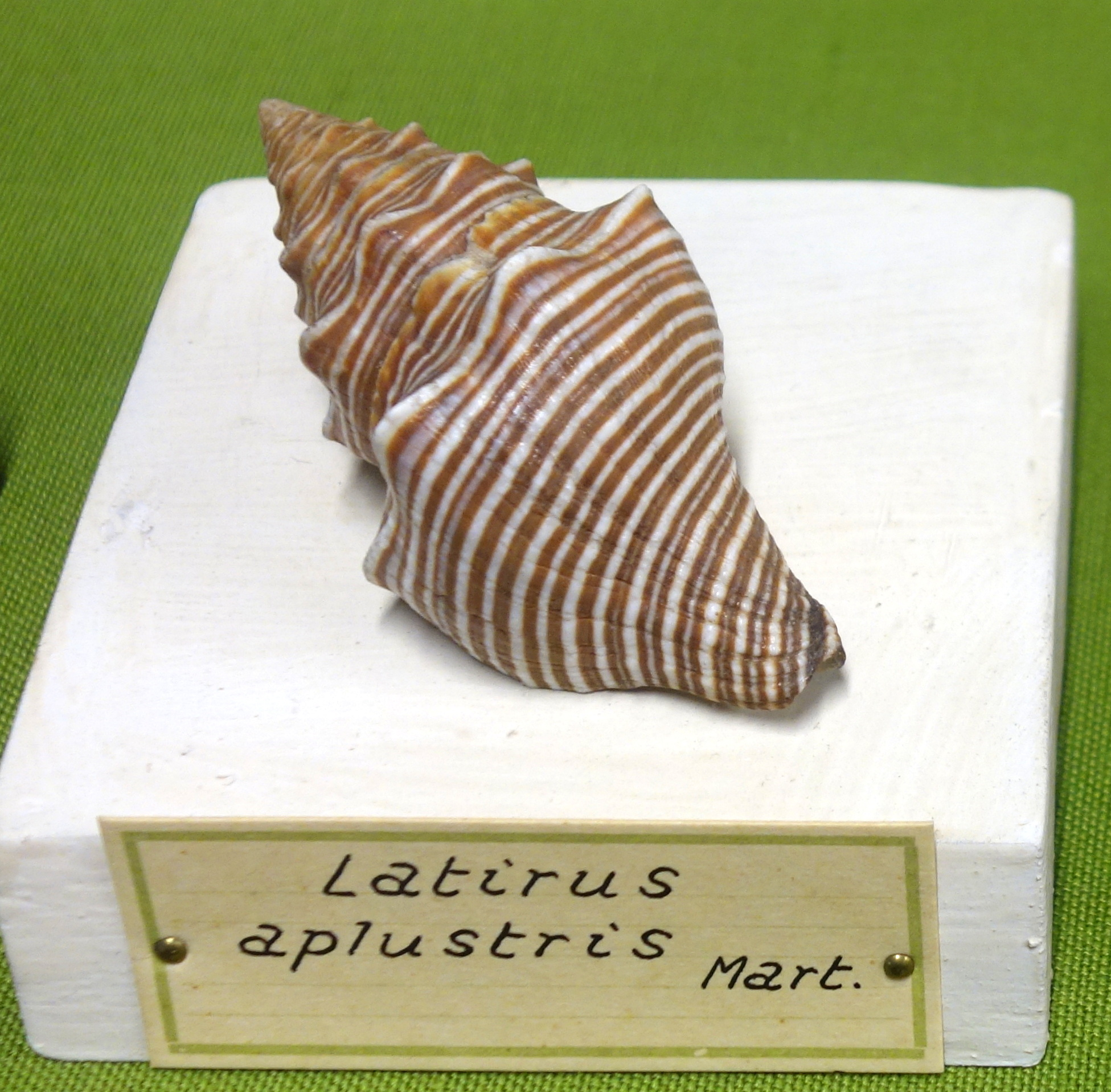
Latirus aplustris
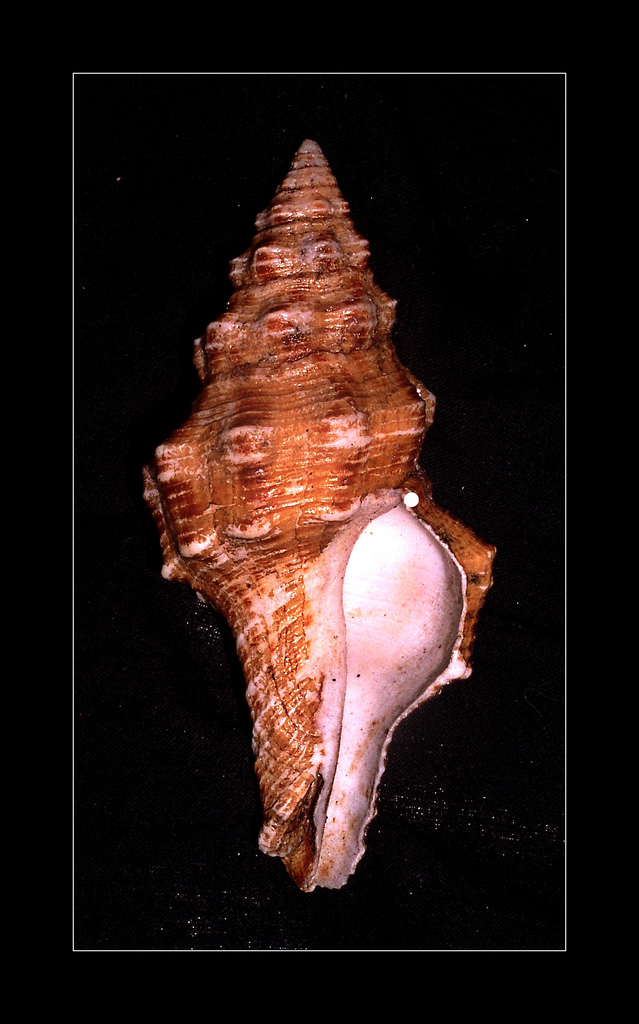
Latirus polygonus